# Tamara Korpatsch
Tamara Korpatsch, née le 12 mai 1995, est une joueuse allemande de tennis.

## Carrière professionnelle
Tamara Korpatsch atteint sa première finale en simple en catégorie WTA 125 en 2022 lors du tournoi de Marbella.
Six mois plus tard, elle remporte son premier titre dans cette catégorie à Budapest. 
En octobre 2023, elle remporte son 1er titre WTA en s'imposant au tournoi WTA 250 de Cluj-Napoca après avoir éliminé Léolia Jeanjean (6-4, 2-6, 6-3), Jodie Burrage (2-6, 6-2, 7-6),  Daria Snigur (3-6, 6-2, 6-4), sa compatriote Eva Lys (6-4, 6-3) et l'invitée locale Elena-Gabriela Ruse (6-3, 6-4).

## Palmarès

### Titre en simple dames
| No | Date       | Nom et lieu du tournoi         | Catégorie | Dotation  | Surface    | Finaliste           | Score    |          |
| -- | ---------- | ------------------------------ | --------- | --------- | ---------- | ------------------- | -------- | -------- |
| 1  | 16-10-2023 | Transylvania Open, Cluj-Napoca | WTA 250   | 259 303 $ | Dur (int.) | Elena-Gabriela Ruse | 6-3, 6-4 | Parcours |

### Titre en double dames
Aucun

### Finale en double dames
| No | Date       | Nom et lieu du tournoi        | Catégorie | Dotation  | Surface      | Vainqueures                      | Partenaire     | Score    |          |
| -- | ---------- | ----------------------------- | --------- | --------- | ------------ | -------------------------------- | -------------- | -------- | -------- |
| 1  | 12-07-2021 | Hungarian Grand Prix Budapest | WTA 250   | 235 238 $ | Terre (ext.) | Mihaela Buzărnescu Fanny Stollár | Aliona Bolsova | 6-4, 6-4 | Parcours |

### Titre en simple en WTA 125
| No | Date       | Nom et lieu du tournoi      | Catégorie | Dotation  | Surface      | Finaliste        | Score           |          |
| -- | ---------- | --------------------------- | --------- | --------- | ------------ | ---------------- | --------------- | -------- |
| 1  | 19-09-2022 | Budapest Open 125, Budapest | WTA 125   | 115 000 $ | Terre (ext.) | Viktoriya Tomova | 7-63, 64-7, 6-0 | Parcours |

### Finale en simple en WTA 125
| No | Date       | Nom et lieu du tournoi               | Catégorie | Dotation  | Surface      | Vainqueure   | Score     |          |
| -- | ---------- | ------------------------------------ | --------- | --------- | ------------ | ------------ | --------- | -------- |
| 1  | 28-03-2022 | AnyTech 365 Andalucia Open, Marbella | WTA 125   | 115 000 $ | Terre (ext.) | Mayar Sherif | 61-7, 4-6 | Parcours |

## Parcours en Grand Chelem

### En simple dames
| Année | Open d'Australie | Open d'Australie   | Internationaux de France | Internationaux de France | Wimbledon       | Wimbledon            | US Open         | US Open            |
| ----- | ---------------- | ------------------ | ------------------------ | ------------------------ | --------------- | -------------------- | --------------- | ------------------ |
| 2016  | —                | —                  | —                        | —                        | —               | —                    | Q1              | Kristýna Plíšková  |
| 2017  | —                | —                  | Q2                       | Petra Martić             | Q3              | Arina Rodionova      | Q1              | Lizette Cabrera    |
| 2018  | —                | —                  | Q3                       | Alexandra Dulgheru       | Q1              | Ayano Shimizu        | Q2              | Nicole Gibbs       |
| 2019  | —                | —                  | Q2                       | Kristína Kučová          | Q2              | Kristie Ahn          | —               | —                  |
| 2020  | —                | —                  | 1er tour (1/64)          | Amanda Anisimova         | Annulé          | Annulé               | 1er tour (1/64) | Catherine Bellis   |
| 2021  | —                | —                  | Q2                       | A. K. Schmiedlová        | —               | —                    | —               | —                  |
| 2022  | —                | —                  | Q2                       | Joanne Züger             | 1er tour (1/64) | Heather Watson       | Q3              | F. Contreras Gómez |
| 2023  | 1er tour (1/64)  | Emma Raducanu      | Q1                       | Mirjam Björklund         | 2e tour (1/32)  | Natalija Stevanović  | 2e tour (1/32)  | Liudmila Samsonova |
| 2024  | 2e tour (1/32)   | Barbora Krejčíková | 2e tour (1/32)           | Zheng Qinwen             | 1er tour (1/64) | Yuriko Lily Miyazaki | 1er tour (1/64) | Moyuka Uchijima    |
| 2025  | Q2               | Wei Sijia          | 1er tour (1/64)          | Yulia Starodubtseva      | Q1              | Renáta Jamrichová    |                 |                    |

N.B. : à droite du résultat se trouve le nom de l'ultime adversaire.

### En double dames
| Année | Open d'Australie                                                                     | Open d'Australie                                                                     | Internationaux de France                                                        | Internationaux de France | Wimbledon | Wimbledon | US Open | US Open |
| ----- | ------------------------------------------------------------------------------------ | ------------------------------------------------------------------------------------ | ------------------------------------------------------------------------------- | ------------------------ | --------- | --------- | ------- | ------- |
| 2023  | 1er tour (1/32) J. Cristian \|\| style="text-align:left;" \| V. Golubic M. Niculescu | —                                                                                    | —                                                                               | —                        | —         | —         | —       |         |
| 2024  | 1/8 de finale E. Lechemia \|\| style="text-align:left;" \| C. Garcia K. Mladenovic   | 1er tour (1/32) L. Marozava \|\| style="text-align:left;" \| A. Potapova Y. Sizikova | 1er tour (1/32) B. Schoofs \|\| style="text-align:left;" \| Y. Sizikova Wang Y. |                          |           |           |         |         |

N.B. : le nom du ou de la partenaire se trouve sous le résultat ; le nom des ultimes adversaires se trouve à droite.

## Parcours en WTA 1000
Les WTA 1000 (à partir de 2021) constituent les catégories d'épreuves les plus prestigieuses, après les quatre levées du Grand Chelem.

### En simple dames
| Année |       |                |       |                               |                               |        |            |       |             |                          |  |  |
| Doha  | Dubaï | Indian Wells   | Miami | Madrid                        | Rome                          | Canada | Cincinnati | Pékin |             | Wuhan                    |  |  |
| Doha  | Dubaï | Indian Wells   | Miami | Madrid                        | Rome                          | Canada | Cincinnati | Pékin | Guadalajara |                          |  |  |
| Doha  | Dubaï | Indian Wells   | Miami | Madrid                        | Rome                          | Canada | Cincinnati | Pékin |             |                          |  |  |
| 2023  |       | Hors catégorie |       |                               | 1er tour (1/64) T. Martincová |        |            |       |             |                          |  |  |
| 2024  |       |                |       | 1er tour (1/64) Y. Putintseva | 1er tour (1/64) V. Tomova     |        |            |       |             | 1er tour (1/64) C. Burel |  |  |

Sous le résultat, l’ultime adversaire.
1. 1 2   Les tournois de Doha et Dubaï alternent le statut de tournoi WTA 1000 (ex Premier 5) entre 2009 et 2023 : les trois premières éditions ont lieu à Dubaï, les trois suivantes à Doha, puis Dubaï accueille le tournoi de cette catégorie les années impaires et Dubaï les années paires. De 2011 à 2023, la ville qui n’accueille pas de WTA 1000 organise à la place un tournoi WTA 500 (ex Premier).
2. 1 2 3 4 5 6 7   L’ordre de déroulement des tournois a évolué depuis 2009 : Rome se dispute avant Madrid et Cincinnati avant Montréal/Toronto jusqu’en 2010, tandis que Tokyo/Wuhan/Guadalajara ont lieu avant Pékin jusqu’en 2023.

Nota: à partir de 2024, le nombre de tournois de cette catégorie passe à 10 par saison et l'alternance entre Dubaï et Doha est supprimée. Le codage Wiki actuel ne permet l'affichage que du résultat de Dubaï si la joueuse a également joué Doha.

## Parcours aux Jeux olympiques

### En simple dames
| # | Date       | Nom de l'olympiade         | Surface             | Résultat        | Ultime adversaire | Score    |          |
| - | ---------- | -------------------------- | ------------------- | --------------- | ----------------- | -------- | -------- |
| 1 | 27/07/2024 | Olympic Tennis Event Paris | Terre battue (ext.) | 1er tour (1/32) | Wang Xinyu        | 6-2, 6-1 | Parcours |

### En double dames
| # | Date       | Nom de l'olympiade         | Surface             | Résultat        | Partenaire    | Ultimes adversaires         | Score    |          |
| - | ---------- | -------------------------- | ------------------- | --------------- | ------------- | --------------------------- | -------- | -------- |
| 1 | 27/07/2024 | Olympic Tennis Event Paris | Terre battue (ext.) | 1er tour (1/16) | Tatjana Maria | María Carlé Nadia Podoroska | 6-3, 6-0 | Parcours |

## Classements WTA en fin de saison
| Année          | 2013 | 2014 | 2015 | 2016 | 2017 | 2018 | 2019 | 2020 | 2021 | 2022 | 2023 | 2024 |
| Rang en simple | 556  | 794  | 320  | 162  | 145  | 121  | 115  | 126  | 176  | 89   | 73   | 185  |
| Rang en double | 1214 | 1282 | 811  | 1064 | 623  | 864  | 868  | 910  | 318  | 1092 | 1205 | 294  |

Source : (en) Classements de Tamara Korpatsch sur le site officiel de la Fédération internationale de tennis